# アカデミー・フランセーズ辞典
アカデミー・フランセーズ辞典（アカデミー・フランセーズじてん、フランス語: Dictionnaire de l'Académie française）はアカデミー・フランセーズの辞書委員会（Commission du dictionnaire）が作成するフランス語の辞典。フランス語の規範を提示する役目もある（法律に類する効力はない）。

## 改版
- 初版：1694年
- 二版：1718年
- 三版：1740年
- 四版：1762年
- 五版：1798年
- 六版：1835年
- 七版：1878年
- 八版：1935年
- 九版：1986年～